# Matança de Srebrenica
La matança de Srebrenica, també coneguda com a massacre de Srebrenica o genocidi de Srebrenica, es produïa el juliol de 1995 amb l'assassinat de com a mínim 8.000 homes bosnians, des d'adolescents fins a ancians, a la regió de Srebrenica a Bòsnia i Hercegovina per l'Exèrcit de la República Sèrbia sota el comandament del general Ratko Mladić i seguint les ordres polítiques de Radovan Karadžić. Els dispositius de seguretat estatals especials de Sèrbia coneguts com els Escorpins també participaren en la massacre. Les Nacions Unides havien declarat prèviament Srebrenica "àrea segura" amb la presència de 400 soldats holandesos armats que no evitaren la massacre. La massacre inclou uns quants exemples en els quals nens i dones eren també assassinats. Encara que el nombre exacte de morts és difícil de determinar, la llista de gent desapareguda o morta a Srebrenica compilada per la Comissió Federal de Persones Desaparegudes per ara inclou 8.373 noms.
La massacre de Srebrenica és l'assassinat massiu més gran a Europa des de la Segona Guerra Mundial i és el primer cas legalment establert de genocidi a Europa. El Tribunal Penal Internacional per a l'antiga Iugoslàvia (ICTY) manifestava en el seu judici:
| « | Procurant eliminar una part dels musulmans bosnians, les forces sèrbies bosnianes cometeren un genocidi. Aspiraven a l'extinció dels quaranta mil musulmans bosnians que vivien a Srebrenica, un grup que era emblemàtic dels musulmans bosnians en general. Despullaven tots els presos musulmans mascles, militars i civils, ancians i joves, de les seves pertinences personals i d'identificació, i deliberadament i metòdicament els mataven només sobre la base de la seva identitat. | » |

L'abril de 2013, el president serbi, Tomislav Nikolić, es va disculpar oficialment per la massacre, tot i que no ho va anomenar genocidi. En 2013 i 2014, els Països Baixos van ser considerats responsables en el seu propi tribunal suprem i en el tribunal de districte de La Haia de no tenir el deure de prevenir més de 300 de les morts. El 22 de novembre de 2017, Ratko Mladić va ser condemnat per diversos delictes en el tribunal de les Nacions Unides, inclòs el genocidi pel seu paper a Srebrenica. Va ser sentenciat a cadena perpètua.

## Antecedents

### El conflicte a la Bòsnia oriental
Bòsnia començava el seu viatge cap a la independència amb una declaració parlamentària de sobirania el 15 d'octubre de 1991. La República de Bòsnia i Hercegovina era reconeguda per la Comunitat Europea el 6 d'abril de 1992, i l'endemà pels Estats Units. Tanmateix, el reconeixement internacional no acabava amb la qüestió, i una lluita feroç pel control territorial començava entre els tres principals grups de Bòsnia: bosnians, serbis i croats. La comunitat internacional feia diversos intents d'establir la pau, però el seu èxit va ser molt limitat. En la part oriental de Bòsnia, a la vora de Sèrbia, el conflicte era especialment feroç entre els serbis i els bosnians.

### 1992 campanya de neteja ètnica

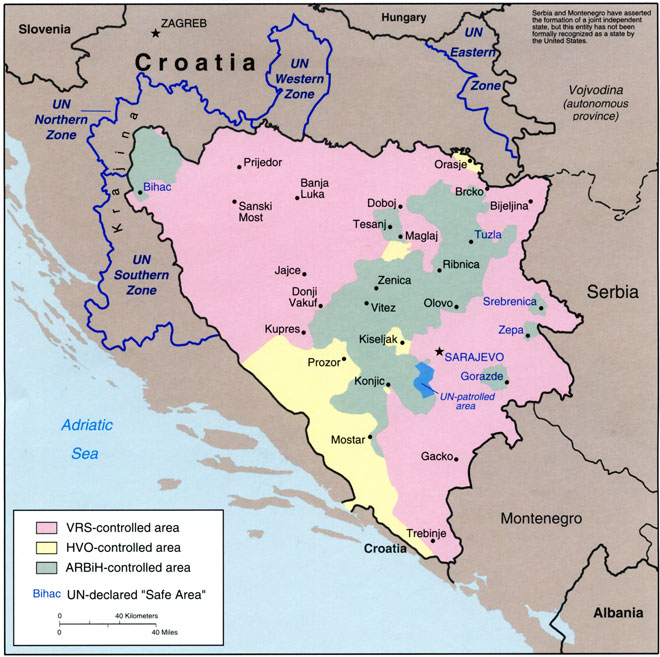
Àrees de control a Bòsnia i Hercegovina el setembre de 1994

Els serbis pretenien conservar Bòsnia i Hercegovina com una part component de l'anterior estat. Creien que l'àrea de Podrinje Central (Regió de Srebrenica) tenia una importància estratègica essencial. Sense aquesta àrea, que era predominantment territori ètnic bosnià, no hi hauria integritat territorial dins de la seva entitat política nova de la Republika Srpska. El serbis no volien acceptar l'enclavament bosnià dins dels seus territoris, perquè el territori es partiria en dos i estaria separat de la pròpia Sèrbia i d'àrees a l'Hercegovina oriental que estaven habitades principalment per població sèrbia.
Per aconseguir aquest propòsit, van procedir amb la neteja ètnica dels bosnians de Bòsnia oriental i Podrinje Central amb el propòsit de connectar-lo amb territori serbi. A Bratunac, per exemple, els bosnians eren assassinats o se'ls forçava a fugir a Srebrenica. Segons dades governamentals bòsnies, 1.156 bosnians moriren en aquests atacs (3.156 és la suma de la guerra sencera).
Aproximadament 762 bosnians havien estat morts a Zvornik l'1 de juny de 1992. Una massacre similar havia tingut lloc a Cerska el 9 de setembre de 1992, quan un grup de 6.000 refugiats de Konjevic Polje, Cerska i Kamenica intentaven arribar a Tuzla. El VRS va preparar emboscades i va obrir foc obert a la columna, fet que provocà molts morts i prenent centenars de presos, que més endavant "desapareixien". Aproximadament 500 persones foren morts a la vora de Snagovo, quan la columna que fugia caigué sota el foc de l'artilleria i l'aviació. Les restes humanes encara no s'han trobat. El mateix passava amb una columna que hi passà direcció a Tuzla el juliol de 1995.
Des d'aleshores, els pobles serbis que envoltaven Srebrenica s'utilitzaven com a bases per atacar-la, com va concloure l'ICTY.

### Lluita per Srebrenica

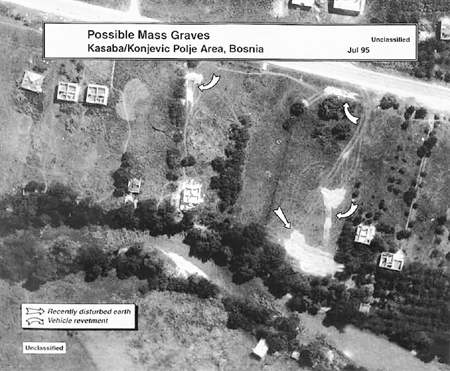
En la imatge de satèl·lit presa dies després de la massacre als voltants de Nova Kasaba s'hi observen àrees de terra remogudes (assenyalades amb fletxes) que són considerades fosses comunes. Aquesta fotografia fou presentada per Madeleine Albright davant l'ONU el 10 d'agost de 1995

Malgrat que Srebrenica tenia una població predominantment bosniana, els militars i les forces paramilitars sèrbies d'aquesta àrea i les parts veïnes de la Bòsnia oriental guanyaven el control de la ciutat durant unes quantes setmanes, matant i expulsant civils bosnians, a principis del 1992. El maig de d'aquell any, tanmateix, les forces governamentals bosnianes sota la direcció de Naser Orić aconseguien recuperar Srebrenica.
Durant els següents mesos, Orić i els seus homes premien cap enfora les forces sèrbies en una sèrie de contraofensives de guerrilles en un intent de trencar el setge de Srebrenica. Abans de setembre de 1992, les forces bosnianes de Srebrenica s'havien unit amb les de Žepa, una ciutat controlada pels bosnians al sud de Srebrenica. Abans del gener de 1993, l'enclavament s'havia expandit per incloure la base també controlada de Cerska, a l'oest de Srebrenica. Aquest enclavament ja controlava uns 900 km², però no estava connectat per l'oest i romania una illa vulnerable enmig del territori controlat pels serbis.
El gener de 1993, les forces bosnianes capturaven una base estratègicament important del VRS al poble de Kravica, matant unes quantes desenes de soldats serbis i alguns civils, i amenaçaven directament Bratunac. Durant els propers mesos, tanmateix, els militars serbis es reorganitzaven i llançaven una altra ofensiva a gran escala, capturant finalment els pobles de Konjević Polje i Cerska, tallant l'enllaç entre Srebrenica i Žepa i reduint la mida de l'enclavament de Srebrenica a 150 km². Els residents bosnians de les àrees exteriors convergien a la ciutat de Srebrenica i la seva població augmentava entre 50.000 i 60.000 persones.
El general francès Philippe Morillon, comandant de la Força de Protecció (UNPROFOR) de les Nacions Unides (NU) visitava Srebrenica el març de 1993. En aquells moments la ciutat estava abarrotada i prevalien les condicions de setge. No hi havia gairebé aigua corrent doncs les forces sèrbies havien destruït els subministraments d'aigua de la ciutat. La gent confiava en generadors improvisats per a l'electricitat. El menjar, medicaments i altres elements de supervivència eren extremadament escassos. Abans de marxar, Morillon deia als espantats residents de Srebrenica en una reunió pública que la ciutat estava sota la protecció de les NU i que mai no els abandonaria.
Entre els mesos de març i abril de 1993 uns quants milers de bosnians foren evacuats de Srebrenica sota els auspicis de l'Alt Comissionat de les Nacions Unides per als Refugiats (UNHCR) de les NU. El govern bosnià de Sarajevo s'hi oposava perquè pensaven que contribuïa a la neteja ètnica del territori bosnià.
Les autoritats sèrbies seguien amb el propòsit de capturar l'enclavament degut la seva proximitat amb la frontera de Sèrbia i perquè estava envoltat totalment per territoris controlats pels serbis. Era un lloc tan estratègicament important com vulnerable per capturar. El 13 d'abril de 1993, el serbis comunicaven als representants de la UNHCR que atacarien la ciutat al cap de dos dies llevat que el bosnians es rendissin. Els bosnians rebutjaren rendir-se.

## "Àrea segura de Srebrenica"

### Abril de 1993: el Consell de Seguretat declara Srebrenica una "àrea segura"
El 16 d'abril de 1993, el Consell de Seguretat de les Nacions Unides va aprovar la Resolució 819, que exigia que "totes les parts i altres persones interessades tractessin a Srebrenica i als seus voltants com una zona segura que no hauria de tenir cap atac armat o qualsevol altre acte hostil". El 18 d'abril de 1993, el primer grup de tropes de la UNPROFOR va arribar a Srebrenica El 8 de maig de 1993 es va acordar la desmilitarització de Srebrenica. Segons els informes de les Nacions Unides, "el General [Sefer] Halilović i el general Ratko Mladić van acordar mesures que abastessin tot l'enclavament de Srebrenica i l'enclavament adjacent de Žepa. Sota els termes del nou acord, les forces bosnianes dins de l'enclavament lliurarían les seves armes, municions i mines a la UNPROFOR, després de la qual cosa Serb "es retiraran les armes i les unitats pesades que constituïen una amenaça per a les zones desmilitaritzades que s'han establert a Žepa i Srebrenica". A diferència de l'acord anterior, l'acord del dia 8 de maig va declarar en concret, que Srebrenica es considerés una "zona desmilitaritzada", tal com es fa referència a l'article 60 del Protocol addicional als Convenis de Ginebra del 12 d'agost de 1949, i relatiu a la protecció de les víctimes de conflictes armats internacionals (Protocol I) ".
Entre 1.000 i 2.000 soldats de tres de les Brigades VRS Drina Corps es van desplegar al voltant de l'enclavament, equipat amb tancs, vehicles blindats, artilleria i morters. La 28 ª Divisió de Muntanya de l'Exèrcit de la República de Bòsnia i Hercegovina (ARBiH) que quedava a l'enclavament no estava ni estava ben organitzada ni equipada: faltava una estructura de comandament ferma i el sistema de comunicacions, i alguns soldats portaven antics rifles de caça o cap arma en absolut. Pocs tenien uniformes adequats.
Des del principi, ambdues parts del conflicte van violar l'acord de "zona segura". El tinent-coronel Thomas Karremans (el comandant Dutchbat) va declarar al TPII que el seu personal no podia tornar a l'enclavament per part de les forces sèrbies i que també s'evitava l'aparell i la munició. [54] Els bosnians de Srebrenica es van queixar dels atacs dels soldats serbis, mentre que als serbis semblava que les forces governamentals bosnianes a Srebrenica utilitzaven la "zona segura" com una base convenient des del qual llançar contraofensives contra l'exèrcit de la República Srpska (VRS) i que la UNPROFOR no va prendre cap acció per evitar-ho. El general Sefer Halilović va admetre que els helicòpters ARBiH havien volat en violació de la zona de no volar i que havia enviat personalment vuit helicòpters amb munició per a la 28 ª Divisió.